# Erebia uralensis
Erebia uralensis är en fjärilsart som beskrevs av Goltz 1930. Erebia uralensis ingår i släktet Erebia och familjen praktfjärilar. Inga underarter finns listade i Catalogue of Life.